# Del Muerto
Del Muerto es un lugar designado por el censo ubicado en el condado de Apache en el estado estadounidense de Arizona. En el Censo de 2010 tenía una población de 329 habitantes y una densidad poblacional de 128,31 personas por km².

## Geografía
Del Muerto se encuentra ubicado en las coordenadas 36°11′13″N 109°26′5″O / 36.18694, -109.43472. Según la Oficina del Censo de los Estados Unidos, Del Muerto tiene una superficie total de 2.56 km², de la cual 2.56 km² corresponden a tierra firme y (0%) 0 km² es agua.

## Demografía
Según el censo de 2010, había 329 personas residiendo en Del Muerto. La densidad de población era de 128,31 hab./km². De los 329 habitantes, Del Muerto estaba compuesto por el 0% blancos, el 0% eran afroamericanos, el 99.7% eran amerindios, el 0% eran asiáticos, el 0% eran isleños del Pacífico, el 0% eran de otras razas y el 0.3% pertenecían a dos o más razas. Del total de la población el 1.22% eran hispanos o latinos de cualquier raza.